# Igreja Católica em Ruanda
A Igreja Católica em Ruanda (em português brasileiro) ou no Ruanda português europeu é parte da Igreja Católica universal, em comunhão com a liderança espiritual do Papa, em Roma, e da Santa Sé.

## História

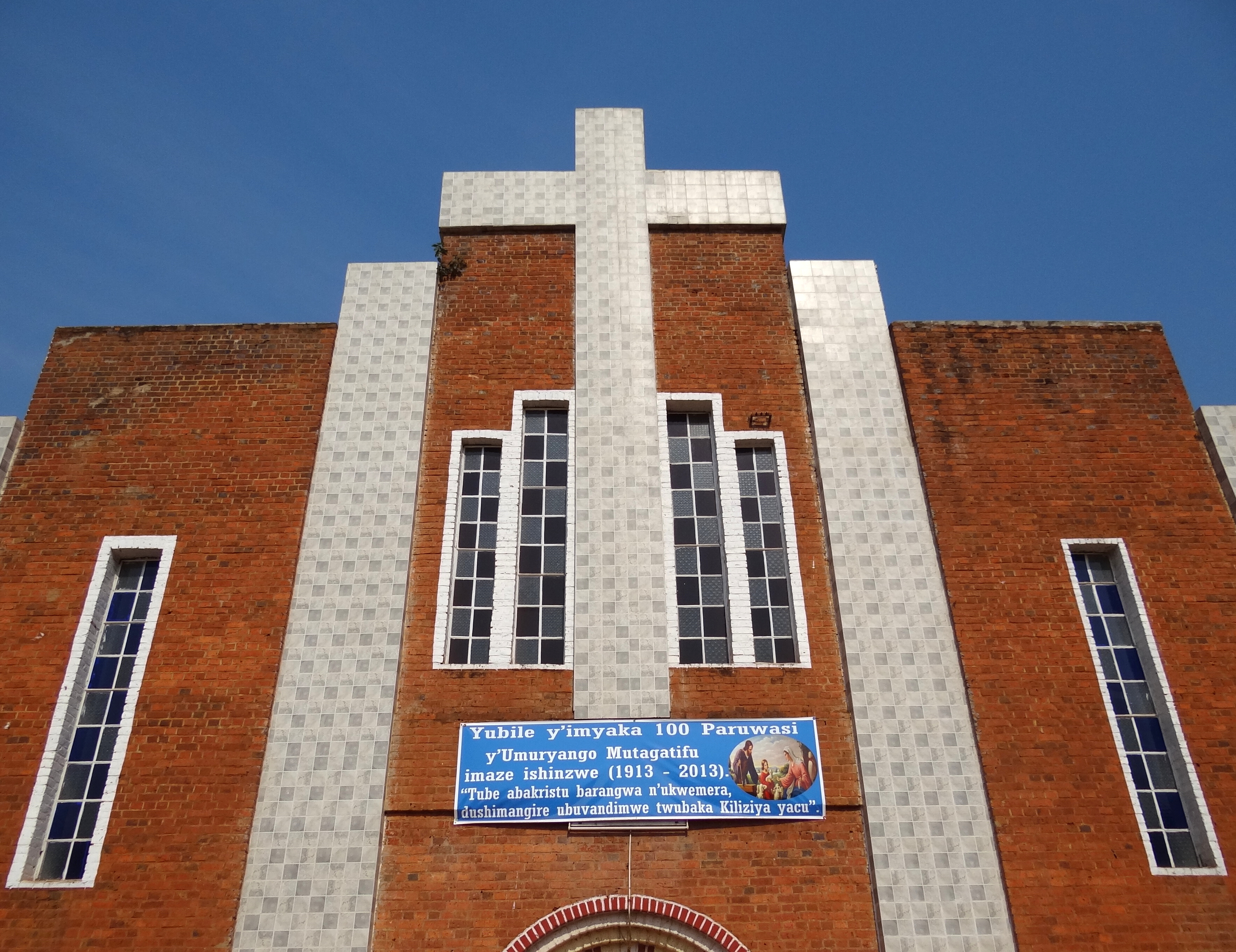
Igreja da Sagrada Família, em Quigali.

A região do atual território de Ruanda era originalmente governada pelos reis tútsis, mas acabou sendo anexada pela Alemanha à África Oriental em 1890, e em 1900 os padres brancos chegaram pela primeira vez a Save. Após a Primeira Guerra Mundial, Ruanda passou para o controle da Bélgica, sob um mandato da Liga das Nações que mais tarde foi transferido para a Organização das Nações Unidas. Os primeiros sacerdotes etnicamente ruandeses foram ordenados em 1917; além do clero nativo, o clero secular belga, italiano, espanhol, francês e suíço começou a ajudar as congregações europeias de homens e mulheres no trabalho missionário. Nas décadas de 1930 e 1940, ocorreram numerosas conversões, principalmente entre os tútsis; havia 300.000 cristãos em 1940 e 358.000 em 1950. O Vicariato Apostólico de Quivu (criado em 1912) dividiu-se nos vicariatos do Burundi e de Ruanda em 1922, e 30 anos depois, Ruanda foi dividida nos vicariatos de Nyundo e de Kabgayi. Quando a hierarquia foi estabelecida em 1959, Kabgayi se tornou uma arquidiocese e a Sé metropolitana de Ruanda. A Universidade de Butare foi inaugurada em 1963 sob controle de dominicanos canadenses.
Durante a Segunda Guerra Mundial, as missões da Igreja sofreram problemas políticos, agravados pela fome. Durante a década de 1950, a região também se envolveu em conflitos tribais entre a maioria hútu (90% da população) e a elite tútsi. Quando a Revolução Ruandesa eclodiu em 1959, a Igreja também parecia ser forçada pelas circunstâncias a ter que escolher entre os tútsis e os hútus. Em 1º de julho de 1962, Ruanda se tornou um país independente, mas a violência continuou. Em abril de 1964, os presidentes de Ruanda e do Burundi foram mortos em um acidente aéreo que foi o estopim para uma violenta guerra étnica, quando guerrilheiros hútus assassinaram milhares de tútsis, muitos dos quais eram católicos. Entre as vítimas estavam três bispos e um quarto do clero católico de Ruanda; milhares fugiram para as nações africanas vizinhas.
A eleição de Juvénal Habyarimana como presidente em 1973 trouxe estabilidade à região, no entanto, seu assassinato, em 1994 e a instalação de um novo governo causaram outra onda de violência por hútus, durante a qual aproximadamente 1 milhão de tútsis foram massacrados e começaram as represálias: entre elas o assassinato de 17 estudantes étnicos hútus em uma escola católica perto de Butare em 1997. Mesmo após possíveis revelações de Nossa Senhora na década de 1980, de que o país se mergulharia em "rios de sangue". Durante os massacres, 20.000 tútsis foram assassinados apenas em Quibeo, e a população do vilarejo caiu de 58.000 para menos de 20.000. A porcentagem de católicos de Quibeo também caiu de 83% para 49%. As igrejas católicas eram abrigos e esconderijos comuns dos tútsis, que fugiam da morte na época.
| |  |                                                                                |
| Mais de 5.000 pessoas que procuraram refúgio na igreja de Ntarama foram mortas por granadas, facões, rifles ou queimadas vivas, em apenas uma noite durante o genocídio. |  | Fotografias das vítimas do genocídio, no Centro Memorial do Genocídio, Quigali |

Em janeiro de 1997, a ONU convocou um Tribunal Penal Internacional para Ruanda, durante o qual aproximadamente 100.000 pessoas, incluindo funcionários do governo e membros do clero — particularmente dos Padres Brancos — foram acusados, presos e julgados. O Papa São João Paulo II apoiou totalmente a punição de todos os membros da Igreja que, "em violação do Evangelho", se envolveram no genocídio. O Vaticano doou US$ 50.000 para encargos judiciais como forma de garantir julgamentos justos para com os padres e religiosos. Infelizmente, questões relativas à imparcialidade do sistema legal continuaram a ser levantadas, pois suspeitava-se o governo tútsi tinha interesse na eliminação do clero hútu. Em 1999, a prisão do bispo Augustin Misago por acusações de genocídio, o Vaticano denunciou publicamente o governo de Ruanda pelo que chamou de "campanha difamatória contra a Igreja Católica". Ele foi libertado em junho de 2000. As acusações contra outros padres continuaram sendo feitas até 2000.

### Aparições marianas em Quibeo
Em 1981 e 1982, Ruanda foi palco de novas aparições marianas, desta vez sob o título de Nossa Senhora das Dores, que apareceu a três jovens: Afonsina Mumureke, Natália Mukamazimpaka e Maria Clara Mukangango, em Quibeo. Esta foi a primeira aparição da Virgem Maria reconhecida pela Igreja Católica na África. À época, Quibeo era uma pequena aldeia pertencente à Diocese de Guicongoro. As videntes estudavam para ser secretárias ou professoras primárias, e, como seu colégio não era destinado à formação de religiosas, ali não se vivia um clima particular de devoção religiosa. Ruanda tinha cerca de 65% da sua população católica em 1981.
No dia 28 de novembro de 1981, Afonsina, até então com 16 anos, ouviu  uma voz que a chamava: "Minha filha, venha até aqui". Ela foi até o corredor de onde a voz vinha, e viu, pela primeira vez, a Senhora. Assustada, pediu que a desconhecida fosse embora. A Santíssima Virgem então se apresentou no idioma local: "Ndi Nyina Wa Jambo", isto é "Eu sou a Mãe do Verbo". A estudante contou o ocorrido às religiosas e às colegas, mas ninguém lhe deu crédito. As aparições continuaram, e Afonsina acabou recebendo a reputação de histérica. Sofrendo com essa situação, numa das visões ela pediu a Maria que aparecesse ao menos às suas amigas, Natália e Maria Clara. Desse modo, no dia 12 de janeiro de 1982, a Virgem apareceu a Natália, então com 17 anos. Depois a Maria Clara, esta com 21 anos e a mais descrente. Só então as mensagens foram aceitas. Elas pediam a verdadeira conversão dos cristãos, através de muita oração, penitência e jejum.
| “ | O caminho para o céu é através de um caminho estreito, não é fácil de atravessar, o caminho para Satanás é largo, você vai rápido, correrá porque não há obstáculos | ” |
|   | — Nossa Senhora de Quibeo. |   |

A descrição da última aparição, em 15 de agosto de 1982, foi decisiva para verificar a autenticidade do fenômeno. Nesta vez, Maria apareceu para as três videntes juntas e lhes mostrou cenas que "enchiam de dor seu imaculado coração". As três viram um "mar de sangue", pessoas que se matavam entre si, cadáveres abandonados sem sepultura... As imagens foram consideradas a antecipação do genocídio ruandês de 1994. Após a matança, o tenente-general Roméo Dallaire, comandante das tropas das Nações Unidas, afirmou: "No inferno, não existe nem mais nem diabo, todos eles foram para Ruanda".
| “ | Elas ficaram em êxtase olhar fixo no céu. Depois de ver que a Senhora chegou, elas começaram a tremer, tremer e ranger os dentes. Em seus rostos, podia-se ver o medo e dor. Por uma hora essa mesma cena se repetiu. As videntes estavam tremendo e dolorosamente se contorciam, caídas no chão. E assim, enquanto ainda deitadas no chão, elas voltaram a levantar, tremiam, caiam, levantavam-se... Depois de mais de oito horas em êxtase, as videntes se acalmaram e se recuperaram em frente dos peregrinos preocupados e disseram que durante as aparições da Virgem Maria viram cenas horríveis de abate e violência. Elas viram rios vermelhos de sangue humano fluindo. Viram pessoas matando umas às outras, corpos mutilados, deitados ao redor, centenas de cadáveres decapitados e mutilados que flutuam no rio sangrento... Infelizmente, quase ninguém estava levando a sério a mensagem de Nossa Senhora o que se tornou realidade 12 anos depois | ” |
|   | — Immaculee Ilibagiza, escritora ruandesa sobre as aparições de Quibeo. |   |

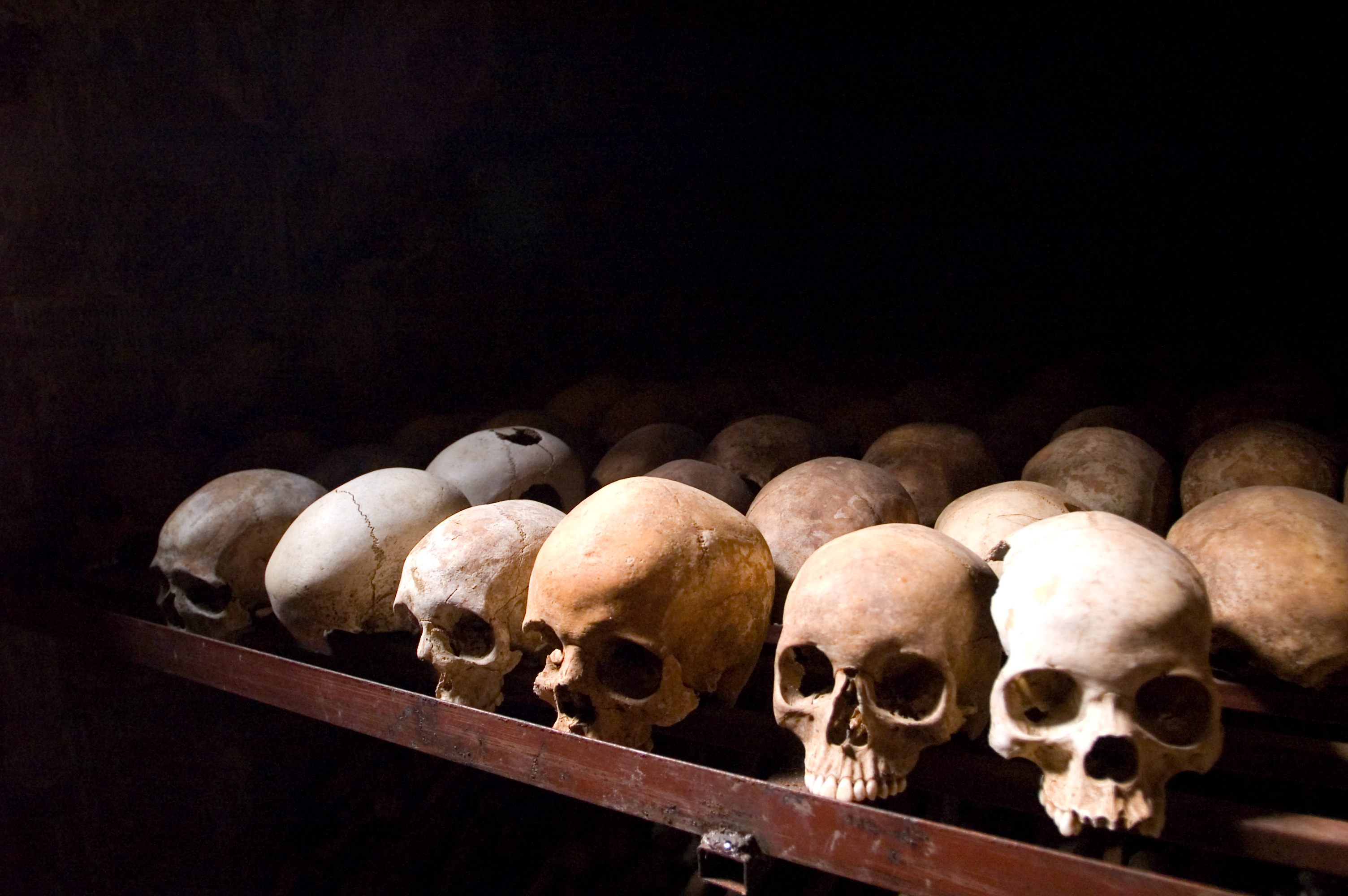
Crânios de vítimas do genocídio em exposição em uma igreja de Nyamata, transformada em memorial.

Após vários anos de estudos, por parte da comissão médica e teológica, as aparições foram finalmente reconhecidas oficialmente pela autoridade eclesiástica local, no final de junho de 2001. No dia 31 de maio de 2003, o Prefeito da Congregação para a Evangelização dos Povos, enviado do Papa, formalizou a consagração do Santuário à Nossa Senhora das Dores de Quibeo, através de uma missa solene realizada com a presença de todos os bispos de Ruanda. Diante de todos os fiéis se repetiu o milagre da dança do sol, tal como ocorreu em Fátima, em 13 de outubro de 1913. O fenômeno durou oito minutos e foi filmado e fotografado por repórteres profissionais e amadores. Após todos estes acontecimentos, o Papa São João Paulo II afirmou que "Nossa Senhora das Dores de Quibeo é a Fátima do coração da África". Alguns anos antes de se tornar Papa Bento XVI, o cardeal Joseph Ratzinger, como chefe da Congregação para a Doutrina da Fé, aprovou pessoalmente a declaração do julgamento final das aparições de Quibeo, e das cartas pastorais do bispo Agostinho Misaga, aprovando assim oficialmente em nome do Vaticano as aparições.

## Atualmente
Em 2000, Ruanda tinha 132 paróquias atendidas por 284 padres diocesanos e 131 religiosos. Outros religiosos incluíam aproximadamente 165 irmãos e 1.100 irmãs, muitos dos quais administravam as 1.032 escolas católicas primárias e 102 secundárias do país e atendiam às necessidades humanitárias e médicas de uma nação de refugiados de guerra e pobreza. Embora algumas escolas missionárias tenham sido nacionalizadas em meados do século XX, programas de educação religiosa ou moral continuaram sendo oferecidos. Os líderes da Igreja continuaram expressando suas objeções à distribuição de abortivos entre as mulheres ruandesas pela ONU e pela Cruz Vermelha, iniciada em 1996. As tensões entre a Igreja e o governo de Ruanda continuaram a existir, como resultado do plano do governo de transformar dez igrejas em memoriais do genocídio. Os líderes da Igreja expressaram preocupação de que esse uso possa causar a identificação do catolicismo com a elite minoritária tútsi, provocando assim mais violência étnica.
Em 2007, o Papa Bento XVI escreveu ao presidente ruandês, Paul Kagame, pela ocasião do 13º aniversário do genocídio de Ruanda. Entre outras coisas, ele afirmou:
| “ | O décimo terceiro aniversário do início do genocídio no seu amado país, Ruanda, que será celebrado a 7 de Abril com um dia de luto nacional, coincide com o Sábado Santo, segundo o calendário da Igreja católica e de outras confissões cristãs. [...] Este sábado também será para os Ruandeses um dia muito importante e diferente dos outros, porque recordarão as centenas de milhares de pessoas inocentes que, há treze anos, foram vítimas de terríveis massacres do genocídio. Levados por esta onda de ódio e vingança, também muitos religiosos e eclesiásticos perderam a vida. [...] Em sinal de proximidade e de comunhão com os seus cidadãos, os Bispos de Ruanda decidiram adiar a celebração de alguns sacramentos da Igreja batismo e matrimônio porque estas celebrações normalmente são acompanhadas por festas em família e com os amigos, que não são compatíveis com o luto nacional. Também eu desejo unir-me ao vosso luto nacional e em particular à oração por todas as vítimas desta horrível carnificina, sem distinção alguma de crença religiosa ou de pertença étnica e política. Faço fervorosos votos por que todos os ruandeses, guiados pelas Autoridades civis e religiosas, se comprometam de modo mais generoso e eficaz em favor da reconciliação nacional e da reconstrução de um país novo, na verdade e na justiça, na unidade fraterna e na paz. | ” |
|   | — Carta do Papa Bento XVI ao presidente ruandês Paul Kagame, por ocasião do 13º aniversário do [[[genocídio de Ruanda]]. |   |

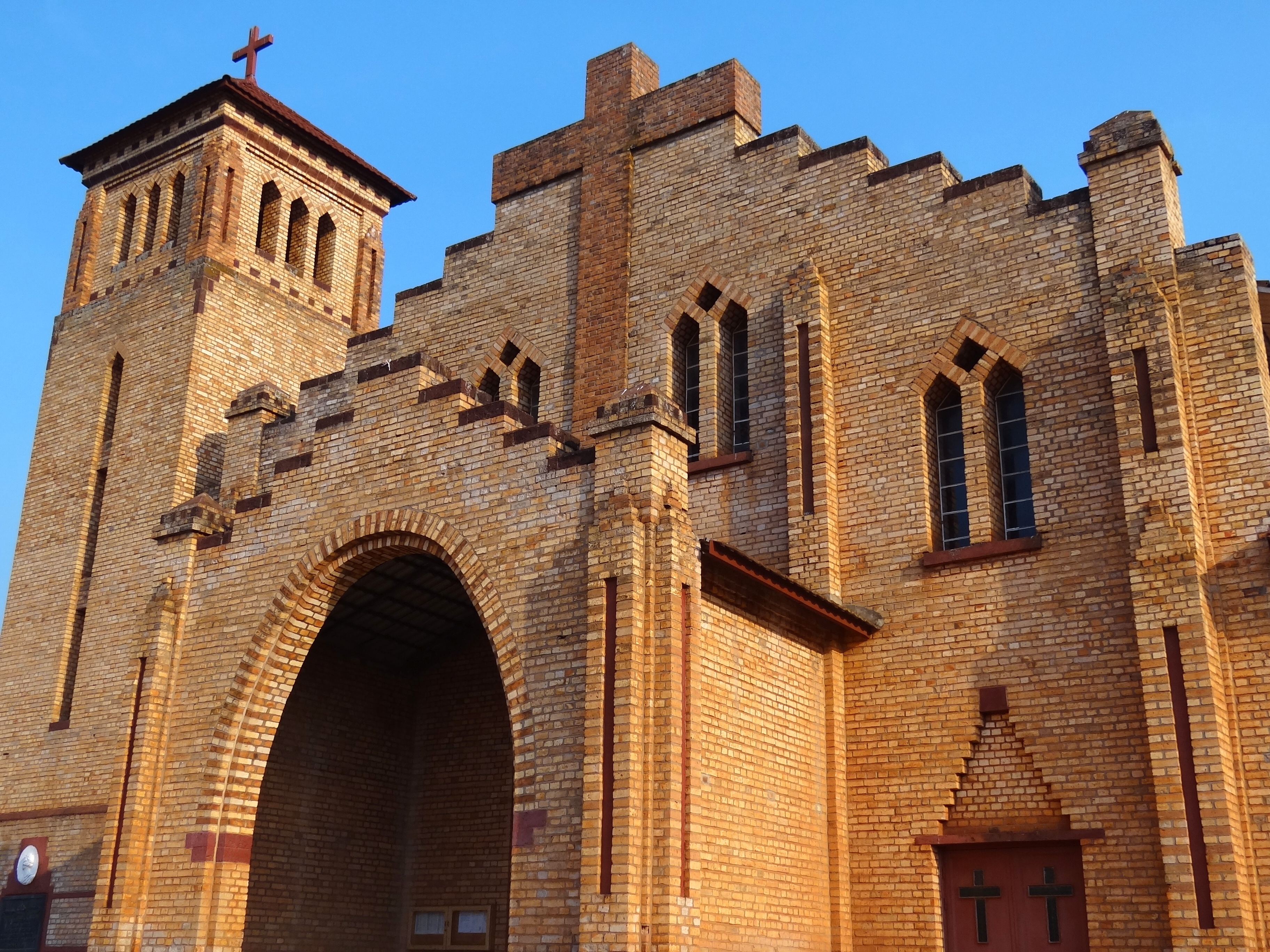
Catedral de Butare.

Em julho de 2017, Marerimana Herman, cidadão ruandês, moveu uma ação judicial contra o arcebispo de Quigali, Thaddée Ntihinyurwa, acusando-o de ser chefe de uma organização que tomou o lugar da religião tradicional de Ruanda e também afirmou que o reconhecimento das aparições marianas de Quibeo ia contra a Constituição ruandesa, que reconhece "o direito a promover [a] Cultura Nacional". De modo que o tribunal aceitou ouvir o caso, este incidente desencadeou preocupação entre os católicos. Líderes religiosos e leigos sugeriram que o caso envolvia interesses políticos do reclamante. Por fim, ao ouvir os advogados do arcebispo, o tribunal arquivou o caso.
Novas tensões entre o governo e a Igreja Católica surgiram em meados de dezembro de 2017, depois de as autoridades terem anunciado uma campanha do Ministério da Saúde para distribuir preservativos a jovens mulheres, alegando que isso visava reduzir a prevalência das doenças sexualmente transmissíveis. O bispo católico Servilien Nzakamwita, de Biumba, reagiu descrevendo a campanha como "uma licença para os adolescentes fornicarem" e como responsável pelo aumento das gravidezes. A ministra da Saúde respondeu a isso como sendo completamente fora de contexto e que mostrava uma falta de entendimento em relação ao problema de saúde que o governo estava a tentar abordar. Mesmo assim, nenhuma autoridade governamental parece ter tentado impedir os líderes religiosos e membros do clero de discutirem as suas ideias religiosas em público.
Em 20 de março de 2017, com a visita do presidente ruandês, Paul Kagame, ao Vaticano, membros do governo falaram sobre o papel da Igreja no genocídio. Durante o encontro, o Papa Francisco "transmitiu a sua profunda tristeza e a tristeza da Santa Sé e da Igreja pelo genocídio contra os tútsis".

## Organização territorial
O catolicismo está presente no país com uma arquidiocese e oito dioceses, todas listadas abaixo:
| Circunscrições eclesiásticas católicas de Ruanda | Circunscrições eclesiásticas católicas de Ruanda | Circunscrições eclesiásticas católicas de Ruanda | Circunscrições eclesiásticas católicas de Ruanda | Circunscrições eclesiásticas católicas de Ruanda |
| Circunscrição                                    | Ano de ereção                                    | Catedral                                         | Mapa                                             | Ref.                                             |
| ------------------------------------------------ | ------------------------------------------------ | ------------------------------------------------ | ------------------------------------------------ | ------------------------------------------------ |
| Arquidiocese de Quigali                          | 1976                                             | Catedral de São Miguel                           |                                                  | [ 13 ]                                           |
| Diocese de Butare                                | 1961                                             | Catedral de Nossa Senhora da Sabedoria           |                                                  | [ 14 ]                                           |
| Diocese de Biumba                                | 1981                                             | Catedral do Imaculado Coração de Maria           |                                                  | [ 15 ]                                           |
| Diocese de Ciangugu                              | 1981                                             | Catedral do Imaculado Coração de Maria           |                                                  | [ 16 ]                                           |
| Diocese de Guicongoro                            | 1992                                             | Catedral da Imaculada Conceição                  |                                                  | [ 17 ]                                           |
| Diocese de Kabgayi                               | 1912                                             | Catedral da Imaculada Conceição                  |                                                  | [ 18 ]                                           |
| Diocese de Quibungo                              | 1968                                             | Catedral de São Pedro                            |                                                  | [ 19 ]                                           |
| Diocese de Nyundo                                | 1952                                             | Catedral de Nossa Senhora da Anunciação          |                                                  | [ 20 ]                                           |
| Diocese de Ruengueri                             | 1960                                             | Catedral de Nossa Senhora de Fátima              |                                                  | [ 21 ]                                           |

## Conferência Episcopal
A reunião dos bispos do país forma a Conferência Episcopal de Ruanda, que foi criada em 1980.

## Nunciatura Apostólica
A Delegação Apostólica de Ruanda foi criada em 1963, e em 1964 foi elevada a Nunciatura Apostólica de Ruanda.

## Visitas papais
O país foi visitado pelo Papa São João Paulo II em 1990, juntamente com Burundi, a Costa do Marfim e a Tanzânia.
Em seu discurso de despedida, feito no Aeroporto Internacional Grégoire Kayibanda, o Sumo Pontífice afirmou:

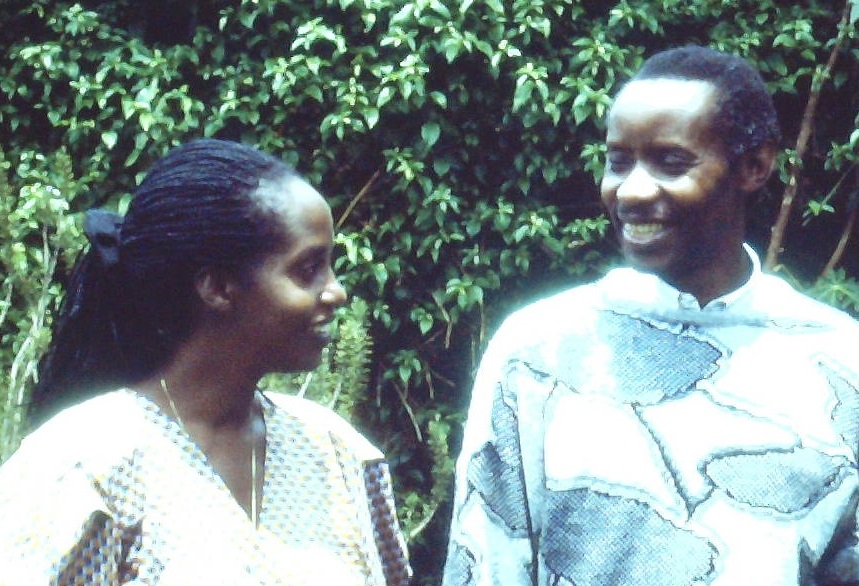
Cipriano e Daphrose

| “ | Católicos ruandeses, vocês são uma igreja jovem e vigorosa. Que vocês possam progredir em sua descoberta e conhecimento da fé! Fortaleçam seus laços fraternos de unidade e comunhão eclesial! | ” |
|   | — Papa São João Paulo II em seu discurso de encerramento da visita pastoral a Ruanda, em 1990.                                                                                                 |   |

## Santos

### Servos de Deus
- Cipriano e Daphrose Rugamba